# Silesia (Montana)
Silesia es un lugar designado por el censo ubicado en el condado de Carbon en el estado estadounidense de Montana. En el Censo de 2010 tenía una población de 96 habitantes y una densidad poblacional de 20,38 personas por km².

## Geografía
Silesia se encuentra ubicado en las coordenadas 45°33′21″N 108°50′16″O / 45.55583, -108.83778. Según la Oficina del Censo de los Estados Unidos, Silesia tiene una superficie total de 4.71 km², de la cual 4.71 km² corresponden a tierra firme y (0%) 0 km² es agua.

## Demografía
Según el censo de 2010, había 96 personas residiendo en Silesia. La densidad de población era de 20,38 hab./km². De los 96 habitantes, Silesia estaba compuesto por el 93.75% blancos, el 0% eran afroamericanos, el 6.25% eran amerindios, el 0% eran asiáticos, el 0% eran isleños del Pacífico, el 0% eran de otras razas y el 0% pertenecían a dos o más razas. Del total de la población el 3.13% eran hispanos o latinos de cualquier raza.